# Tremellodendropsis
Tremellodendropsis is een geslacht van schimmels behorend tot de familie Tremellodendropsidaceae.

## Soorten
Het geslacht bestaat uit de volgende zeven soorten (peildatum maart 2023):
| Soortnaam                                    | Auteur(s)                           | Publicatiejaar |
| -------------------------------------------- | ----------------------------------- | -------------- |
| Tremellodendropsis clavulinoides             | (R.H. Petersen) Corner              | 1970           |
| Tremellodendropsis flagelliformis            | (Berk.) D.A. Crawford               | 1954           |
| Tremellodendropsis helvetica                 | (Schild) Nitare                     | 2014           |
| Tremellodendropsis pusio                     | (Berk.) D.A. Crawford               | 1954           |
| Tremellodendropsis semivestita               | (Berk. & M.A. Curtis) R.H. Petersen | 1987           |
| Tremellodendropsis transpusio                | D.A. Crawford                       | 1954           |
| Tremellodendropsis tuberosa (Koraaltrilzwam) | (Grev.) D.A. Crawford               | 1954           |